# CPIM國際產業管理师
國際產業管理師，（英語：Certified in Production and Inventory Management，縮寫為），簡稱為產業管理師，為美国营运管理协会（APICS）營運管理協會所提供的專業證照。APICS認定此認證為高階的專業知識。此證照始於1973年。
鉴定生产及存货業管理師認證提供需求管理、採購及供應商管理、物料需求管理、產能需求規劃、產銷計劃、主排程、績效衡量、供應商關係、品質控制及持續改善的主要術語、觀念及策略。
獲得該證照的專業人士每五年必須透過APICS的證照維護辦法維護認證資格。根據美國營運管理協會（APICS）的資料，至2013年為止，全球已有超過十萬人獲得此認證資格。

## 外部連結
- （页面存档备份，存于） （繁體中文）
- （页面存档备份，存于） （英文）
- （英文）
- （页面存档备份，存于）（繁體中文）